# Parcela (Pichlice)
Parcela (Góry-Parcela) – nieoficjalna część wsi Pichlice, w Polsce, położona w województwie łódzkim, w powiecie wieruszowskim, w gminie Sokolniki.
W latach 1975–1998 miejscowość należała administracyjnie do województwa kaliskiego.